# Aída Yéspica
Aída Yéspica   (Barquisimeto, 15 de juliol de 1982) és una celebritat de la televisió veneçolana, model, actriu i antiga concursant de concursos de bellesa. Considerada un símbol sexual de la dècada del 2000 i del 2010, ha participat en programes de varietat i realitat, ha actuat en pel·lícules i programes de televisió, va presentar per a diversos calendaris eròtics, i va aparèixer en anuncis publicitaris de televisió.

## Biografia
Coneguda com a Aída Yéspica o de vegades Aída María Yéspica, el seu nom complet és Aída María Yéspica Jaime. Va néixer a Barquisimeto, Veneçuela.

## Carrera professional
El 2002, Yéspica va participar al concurs de Miss Veneçuela. Com a Miss Amazonas, va representar l'estat de l'Amazonas. Tot i que Mariangel Ruiz va guanyar el concurs, Yéspica es va convertir en la favorita dels mitjans de comunicació.

### Carrera com a model
El 2003, Yéspica es va traslladar a Milà (Itàlia), per iniciar una carrera de model. Es va fer coneguda com a model i showgirl, apareixent a portades de revistes italianes (incloent Maxim, GQ, Max i Fox) i publicant quatre calendaris eròtics a Itàlia. També va aparèixer en diversos anuncis de televisió, inclosos anuncis publicitaris de Braun, Campari, Calze Sanpellegrino, Nissan i RAS, actuant amb Sean Connery. Al juliol de 2005, es va convertir en model i portaveu d'una línia de joieria produïda per Zancan. A l'octubre de 2008, durant el vuitè mes del seu embaràs, va posar-se nua per al setmanari Chi.
Yespica va aparèixer en diversos vídeos musicals a la dècada del 2000, inclòs el Latin Lover de Cesare Cremonini, Dip It de Coolio, Get Involved de Ginuwine, i You Know Ain't Love de R.J. junt amb Pitbull.
El 2012 va posar per a la portada de Playboy Italia.
De finals del 2013 fins a finals del 2016, Yéspica va treballar com a model als Estats Units d'Amèrica. Va continuar fent de models per a marques italianes com Pitti Immagine i La Dolce Vita. El maig del 2018, Yéspica va ser la madrina dell'evento del Campionat del Món de Superbike a l'hipòdrom d'Imola. Al setembre de 2018, va llançar una «col·lecció de càpsules» de sabates per a la marca Easy'nRose, per a la primavera-estiu del 2019.

### Carrera com a actriu i en televisió
Yéspica ha aparegut en programes de xou d'impacte, incloent L'isola dei Famosi 2 emesa a Itàlia per Rai 2 el 2004, Supervivientes a Espanya el 2006, L'isola dei Famosi 9 (la temporada dels Herois) a Itàlia el 2012, i Grande Fratello VIP 2 el 2017.
També ha participat en diversos programes de televisió, començant amb un paper a Bulldozer el 2003. El 2005 es va convertir en la prima donna del programa de varietats Torte in faccia. El 2007 es va convertir en la prima donna del programa de varietats E io pago, i l'any següent es va convertir en la prima donna de Gabbia di matti, un altre programa de varietats de Canale 5. A finals del 2008, va patir una depressió postpart, que va alentir la seva carrera televisiva. Des de desembre de 2017, és comentarista al programa de xerrades esportives italianesTiki Taka - Il calcio è il nostro gioco.
A la primavera del 2004, Yéspica va tenir un paper d'actiu a Sformat, una sàtira d'una comissaria italiana. Va ser la directora i productora executiva del curtmetratge UnderSense el 2013. També el 2013 va actuar al curtmetratge The Night Club - Osare per credere dirigit per Lory Del Santo.

## Vida personal
Entre 2007 i 2009, Yéspica va mantenir una relació amb Matteo Ferrari, un futbolista italià. Yéspica i Ferrari tenen un fill, Aron Ferrari, nascut el 27 de novembre de 2008. Poc després del naixement d'Aron, Yéspica va patir depressió postpart, cosa que va afectar la seva carrera professional.

## Actuacions

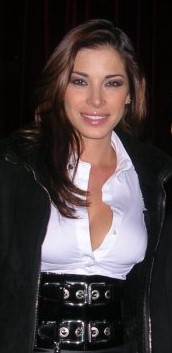
Aída Yéspica, model veneçolana resident a Itàlia

### Televisió

#### Programes
- Bulldozer (Rai 2, 2003-2004).
- Sfilata d'amore e moda (Rete 4, 2004-2012)
- Torte in faccia (Canale 5, 2005-2006).
- E io pago (Canale 5, 2007).
- Gabbia di matti (Canale 5, 2008).
- Lucignolo (Italia 1, 2008).
- Miss Muretto (Italia 1, 2008).
- Fenomenal (Italia 1, 2010).
- Chiambretti Night (Canale 5, 2010-2011).
- Celebrity Now - Satira Selvaggia (SkyUno, 2012-2013).
- Furore (Rai 2, 2017).
- Tiki Taka - Il calcio è il nostro gioco (Italia 1, 2017-2018).
- Superbrain - Le supermenti (Rai 1, 2018).
- Caduta Libera (Canale 5, 2018).
- Mezzogiorno in Famiglia (Rai 2, 2018-2019).
- Vieni da me (Rai 1, 2018-2019).
- Il salone delle meraviglie (Real Time, 2019).

#### Ficció
- Sformat, dirigida per Cristian Biondani, comèdia de situació (Rai 2, 2004).
- Domani è un'altra truffa, dirigida per Pier Francesco Pingitore, pel·lícula de TV (Canale 5, 2006).
- Di che peccato sei?, dirigida per Pier Francesco Pingitore, perl·lícula de TV (Canale 5, 2007).

#### Xous d'impacte
- L'isola dei famosi 2 (Rai 2, 2004).
- Supervivientes 7 (Telecinco, 2006).
- L'isola dei famosi 9 (Rai 2, 2012).
- Grande Fratello VIP 2 (Canale 5, 2017).

### Filmografia

#### Ficció
- Sformat, dirigida per Cristian Biondani, comèdia de situació (Rai 2, 2004).
- Domani è un'altra truffa, dirigida per Pier Francesco Pingitore, pel·lícula de TV (Canale 5, 2006).
- Di che peccato sei?, dirigida per Pier Francesco Pingitore, pel·lícula de TV (Canale 5, 2007).

#### Cinema
- Natale in crociera, dirigida per Neri Parenti (2007).

#### Curtmetratges
- UnderSense, dirigida per Simona Ilaria di Michele (2013).
- The Night Club - Osare per credere, dirigida per Lory Del Santo (2013).

### Altres activitats

#### Calendaris eròtics
- 2004 - Calendari de Fox.
- 2005 - Calendari de GQ.
- 2005 - Calendari de Fapim.
- 2006 - Calendari de Riello.
- 2007 - Calendari d'Interviú.
- 2008 - Calendari de Chi.

#### Videoclip
- 2003 - Latin Lover de Cesare Cremonini.
- 2007 - Dip it de Coolio.
- 2009 - Get Involved de Ginuwine feat. Missy Elliot & Timbaland, direcció de Claudio Zagarini i Marco Pavone.
- 2011 - You Know Ain't Love, de R.J. junt amb Pitbull.
- 2011 - You Know Ain't Love, de R.J. junt amb Pitbull.

#### Ràdio
- 2018 - 105 Take Away, Radio 105 Network.